# 김기중
김기중(金祺中, 1859년~1933년)은 조선의 문신, 교육자이며, 대한제국과 일제강점기의 교육인·육영사업가이다. 자(字)는 도숙(道淑), 아호는 원파(圓坡), 본관은 울산이다. 진사 시험에 합격하고 음서로 관직에 나가 용담, 평택, 동복의 군수를 지냈으며, 관직은 가선대부에 이르렀다. 1908년 고향인 전라북도 부안군 줄포(茁蒲)에 영신학교(永新學校)를 설립하였다. 16대 국무총리를 지낸 김상협의 큰할아버지이다.
그는 양자 김성수의 중앙학교 인수를 적극 지원하였으며, 이후 일제강점기 동안 교육과 계몽운동에 투신하였다. 대한민국의 제2대 부통령을 지낸 김성수의 양아버지이다. 통정대부 첨지중추부사 김요협의 아들이며, 조선시대 중종 때의 성리학자인 김인후의 12대손이다. 전라북도 부안군 출신이다.

## 생애
아버지 김요협이 두 아들에게 유산을 분배할 때 장남인 김기중에게는 1천 석의 농토를, 차남인 김경중에게는 2백 석을 물려주었다.
1888년 식년과 진사시에 합격하여 진사가 되고 이후 음서로 관직에 출사하였다.
의령원 참봉을 지냈다. 아버지가 외가로부터 토지를 물려받았고, 사업수완은 부족하여 2천 석의 재산을 갖고 있었으나 재산은 넉넉하였다. 늦도록 아들이 없어 동생 김경중의 넷째 아들 김성수를 양자로 들였다. 그 뒤 소실 공주김씨 김영희로부터 서자 김재수를 얻었다.
1904년 용담(龍潭) 군수를 거쳐 평택 군수·전라남도 동복(同福) 군수를 지냈다. 1906년 통정대부(정삼품)에 올랐으나 나라가 기울어짐을 보고 벼슬을 버리고 사직했다. 가난한 고학생들에게 장학금을 대주었고, 교육 계몽을 역설하는 순회강연을 다니기도 했다. 최종 관직은 가선대부에 이르렀고, 1910년 관작을 사퇴하였다.
한일합방 이후 그는 자신의 막대한 재산을 투자하여 육영사업을 시작했다. 1908년 전라북도 부안군 줄포(茁浦)에 영신학교(永新學校)를 설립하고 김성수, 송진우의 초청으로 일본에 건너가 문물과 교육제도를 시찰한 후 1929년 경영난에 빠진 중앙학교(中央學校)를 인수, 계동(桂洞)에 교사를 신축하였다. 양자 김성수가 중앙학회로부터 중앙학교를 인수하려 할 때, 집안에서는 반대하였으나 홀로 김성수의 편을 들어주었다 한다.
가난한 고학생들에게 장학금을 대주는 한편 사회에 기부활동을 하기도 했다. 1923년에는 동생 김경중과 함께 보성전문학교(普成專門學校)를 인계받아 양자 성수로 하여금 운영케 했다. 1933년에 84세를 일기로 사망하자 거국적으로 사회장이 추진되었다.

## 가족
- 할아버지 : 김명환(金命煥)

1934년 보성전문학교 본관 신축공사장에서 김성수, 당시 그는 양부 김기중의 상중이었다.

  - 아버지 : 김요협(金堯莢, 1833 ~ 1909)
  - 어머니 : 영일정씨(迎日鄭氏, 1831 ~ 1911)
    - 동생 : 김경중(金暻中, 1863 ~ 1945)
    - 부인 : 전주이씨(全州李氏 1855 ~ 1924)
      - 양자 : 김성수(金性洙, 호는 인촌, 1891 ~ 1955)
      - 자부 : 고광석(高光錫, 1886 ~ 1919)
        - 손자 : 김상만(金相万)

      - 자부 : 이아주(李娥珠, 1899년 ~ 1968년)
        - 손자 : 김남(金楠)
        - 손자 : 김상석(金相晳)
        - 손자 : 김상흠(金相欽)
        - 손자 : 김상기(金相琪)
        - 손자 : 김상종(金相淙)

    - 측실 : 공주김씨 김영희(金永熙 1875 ~ 1963)

- 외조부 : 정계량(鄭季良)

## 같이 보기
- 중앙학회
- 김성수
- 김요협
- 김경중
- 김연수
- 김상만
- 윤치소
- 이상재
- 김인후

## 참고 문헌
- 인촌기념회, 《인촌김성수전》 (인촌기념회, 1976)
- 김중순, 《문화민족주의자 김성수》 (김중순, 류석춘 역, 일조각, 1998)
- 최시중, 《인촌 김성수:겨레의 길잡이 시대의 선각자》 (동아일보사, 1986)
- 인촌기념회, 《인촌 김성수 평전》(인촌기념회, 동아일보사, 1991)
- 동아일보, 《인촌 김성수의 사상과 일화》(동아일보편집부 편, 동아일보사, 1988)
- 유진오, 양호기 (고려대학교출판부, 1977)
- 신일철 외, 《평전 인촌 김성수》(신일철 외 지음, 동아일보사, 1991)
- 동아일보사 편집부, 《한국의 선택(2천년대를향한)》 (편집부 편, 동아일보사, 1991)
- 황명수, 《한국기업경영의 역사적 성격》 (황명수, 신양사, 1993)